# Metoikosz
A metoikosz („együttlakó”) az ókori Athénban generációk óta ott élő, betelepült idegen (de görög) vagy felszabadított rabszolga származású egyén volt, aki életmódjában a teljes jogú polgárok (politész) életét élte, gazdaságilag és kulturálisan asszimilálódott, de politikai jogokkal nem rendelkezett. Részt vettek az állami kultuszokban (papok nem lehettek) és önálló védőistenük volt Zeusz Metoikiosz személyében.

## Jogaik
Állandóan letelepedhettek Athénban, más külföldiek csak bizonyos ideig tartózkodhattak a városban. Athénban a pontos szabályozás nem ismert, de néhány más polisz esetén ez az időszak 1 hónap volt.
A metoikosz nem rendelkezett választójoggal, azaz nem vehetett részt az athéni népgyűlésen és nem volt választható semmilyen tisztségre. A metoikosz nem rendelkezhetett földtulajdonnal és ingatlantulajdonnal, így nyilván bérelt házban kellett laknia. Miután földje nem lehetett, arányuk a kézművesek és kereskedők között nagyobb lehetett, mint a földművelők között. Igen gazdag ember is lehetett közöttük.
Nem fordulhattak közvetlenül bírósághoz, viszont a politészek, a teljes jogú polgárok közül választhattak maguknak egy pártfogót, a prosztatészt („jótálló”), aki őket a bíróság előtt képviselte. Ügyeik felett a polemarkhosz ítélkezett.

## Kötelességeik
A „jótálló” prosztatész választása – bizonyos ellenszolgáltatások fejében – nemcsak jog, hanem kötelesség is volt. Ha ezt elmulasztották, eljárás alá vonták őket. Felszabadított rabszolga esetén a volt tulajdonos lett automatikusan a prosztatész.
Katonai szolgálatot kellett teljesíteniük, többnyire hoplitaként. Külön adót (metoikon) fizettek a letelepedés jogáért, 12 drachmát egy férfi és 6 drachmát egy nő után évente. Ezt egy idő után eltörölték, ezzel is serkentve a kereskedelem fejlődését. Ha az Agórán árusítóhelyet akartak felállítani, akkor ezért xenikon teloszt kellett fizetniük.

## Izotelészek
Érdemeik jutalmául felmenthették őket az adózás alól (ateleia), vagy a politészek és metoikoszok közötti izotelész státusba emelkedhettek, ami azt jelentette, hogy adózás és katonai szolgálat tekintetében a politészek jogai és kötelességei illették meg őket, de politikai jogokkal továbbra sem rendelkeztek.

## Más poliszokban
Más poliszokban is voltak metoikoszok, de volt ahol epoikosznak, vagy szünoikosznak hívták őket. Voltak államok, például Spárta, ahol időről időre kitiltották az idegeneket. Spártában volt egy réteg, a perioikoszoké akiknek helyzete jogait tekintve emlékeztetett a metoikoszokéra, de eredetüket tekintve nem idegenek, hanem a spártai előtt ott lakó helybeliek voltak, akik még földbirtokkal is rendelkezhettek, csak politikai jogaik nem voltak.